# Сент-Джонс (Ньюфаундленд и Лабрадор)
Сент-Джонс (англ. St. John's, МФА: [ˌseɪntˈdʒɒnz]) — город в Канаде, столица и крупнейший город провинции Ньюфаундленд и Лабрадор.
Население — 110,5 тыс. человек (2021), с пригородами — около 212,6 тысячи. Это второй по количеству жителей город на атлантическом побережье Канады после Галифакса. Входит в 1-й переписной район провинции.
В городе установлен памятник португальскому мореплавателю Гаспару Кортереалю.

## История
Легенды говорят, что этот город получил своё имя в честь Джона Кабота (итал. Giovanni Caboto, ок. 1450, Генуя — 1499), который стал первым европейцем, приплывшим в гавань, 24 июня 1497 года — в день праздника Святого Иоанна Крестителя. Однако точное место схождения Кабота на землю спорно. Сент-Джонс считается одним из самых старых английских поселений в Северной Америке, первые жители здесь обосновались ещё в 1500-е, примерно через десять лет после открытия Колумбом Америки, хотя ещё столетие почти все (а иногда и все) жители покидали город на зиму, когда заканчивался рыболовный сезон. Первое упоминание города встречается на морской карте, нарисованной в 1519 году португальским картографом Педру Рейнелом. 5 августа 1583 года английский исследователь Хемфри Гилберт провозгласил Ньюфаундленд владением Британской империи и попытался основать на месте нынешнего Сент-Джонса постоянное поселение. На обратном пути в метрополию корабль Гилберта погиб вместе с ним самим у Азорских островов, что на несколько десятилетий задержало начало колонизации.
К 1620 году практически всё западное побережье Ньюфаундленда находилось под контролем английских рыбаков, и по мере увеличения их численности Сент-Джонс постепенно превратился в настоящий город с постоянным населением. Впрочем, до середины XVIII века численность населения города зимой и летом (в разгар рыболовного сезона) различалась в несколько раз.

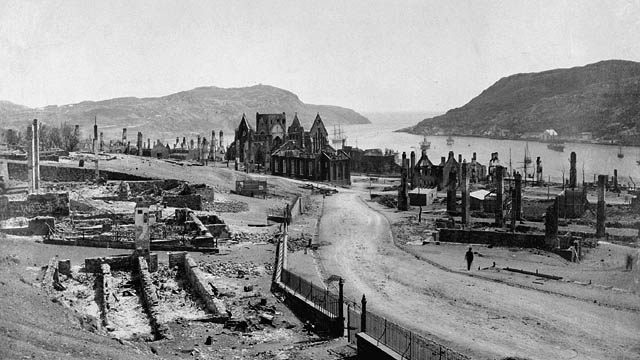
Сент-Джонс после пожара 1892 года

В 1665 и 1673 годах город подвергся нападениям голландцев, но жители смогли отбить атаки. Построенные после этого оборонительные сооружения не помогли англичанам удержать Сент-Джонс в 1696, когда он был захвачен и частично разрушен французами под командованием адмирала Пьера Лемуана. Город был быстро восстановлен и выдержал осаду французов в 1705, но в 1708 году вновь был захвачен ими и разрушен. Последний раз город стал полем битвы в 1762 году, когда он сначала был захвачен внезапной атакой французов, а затем вновь отбит англичанами в Битве у Сигнального холма, последнем сражении Семилетней войны на Северо-Американском ТВД.
По окончании Семилетней войны и до конца XIX века Сент-Джонс, как и весь Ньюфаундленд, постепенно увеличивал численность населения, росла экономика (прежде всего рыболовство, также важную роль играли заготовка древесины и обслуживание судов британского флота). В ходе Войны за независимость США и Англо-американской войны 1812 года город служил базой для британских кораблей, осуществлявших блокаду США. Сент-Джонс сильно пострадал от нескольких пожаров, крупнейшим из которых стал Великий пожар 1892 года.
В 1901 году Гульельмо Маркони принял в Сент-Джонсе первый в истории трансатлантический радиосигнал из Англии. Город также был отправной точкой для первых трансатлантических перелётов (в 1919).
С 1907 по 1949 год Сент-Джонс был столицей Доминиона Ньюфаундленд, независимого государства в составе Британской империи, которое после референдума вошло в состав Канады (при этом город стал единственным районом доминиона, в котором сторонники объединения составили большинство).

## География и климат
Сент-Джонс расположен на юго-востоке острова Ньюфаундленд на полуострове Авалон на побережье Атлантического океана и является самым восточным городом континентальной Северной Америки. Географической крайней точкой континента является мыс Кейп-Спир.
Климат в городе переходный между умеренно континентальным и морским. Осадки часты, летом в виде дождей, зимой — снега, дождей или мокрого снега. Из всех крупных городов Канады Сент-Джонс является самым туманным (124 дня в год), ветреным (средняя скорость ветра 24,3 км/ч) и облачным (1 497 часов солнечного сияния в год).
| Показатель                   | Янв.  | Фев.  | Март  | Апр.  | Май   | Июнь  | Июль | Авг.  | Сен.  | Окт.  | Нояб. | Дек.  | Год    |
| ---------------------------- | ----- | ----- | ----- | ----- | ----- | ----- | ---- | ----- | ----- | ----- | ----- | ----- | ------ |
| Абсолютный максимум, °C      | 15,2  | 16,0  | 18,3  | 24,1  | 25,6  | 29,4  | 31,5 | 31,0  | 29,5  | 24,6  | 19,4  | 16,1  | 31,5   |
| Средний максимум, °C         | −0,9  | −1,5  | 1,2   | 5,2   | 10,7  | 15,9  | 20,3 | 19,9  | 15,9  | 10,5  | 5,9   | 1,2   | 8,7    |
| Средняя температура, °C      | −4,8  | −5,4  | −2,5  | 1,6   | 6,2   | 10,9  | 15,4 | 15,5  | 11,8  | 6,9   | 2,6   | −2,2  | 4,7    |
| Средний минимум, °C          | −8,9  | −9,3  | −6,2  | −2    | 1,5   | 5,9   | 10,5 | 11,1  | 7,7   | 3,3   | −0,7  | −5,5  | 0,6    |
| Абсолютный минимум, °C       | −23,3 | −23,8 | −23,8 | −14,8 | −6,7  | −3,3  | −1,1 | 0,5   | −1,1  | −5,6  | −13,4 | −19,7 | −23,8  |
| Норма осадков, мм            | 150,0 | 125,2 | 130,8 | 121,8 | 100,9 | 101,9 | 89,4 | 108,1 | 130,9 | 161,9 | 144,0 | 148,8 | 1513,7 |
| Источник: Environment Canada |       |       |       |       |       |       |      |       |       |       |       |       |        |

## Население

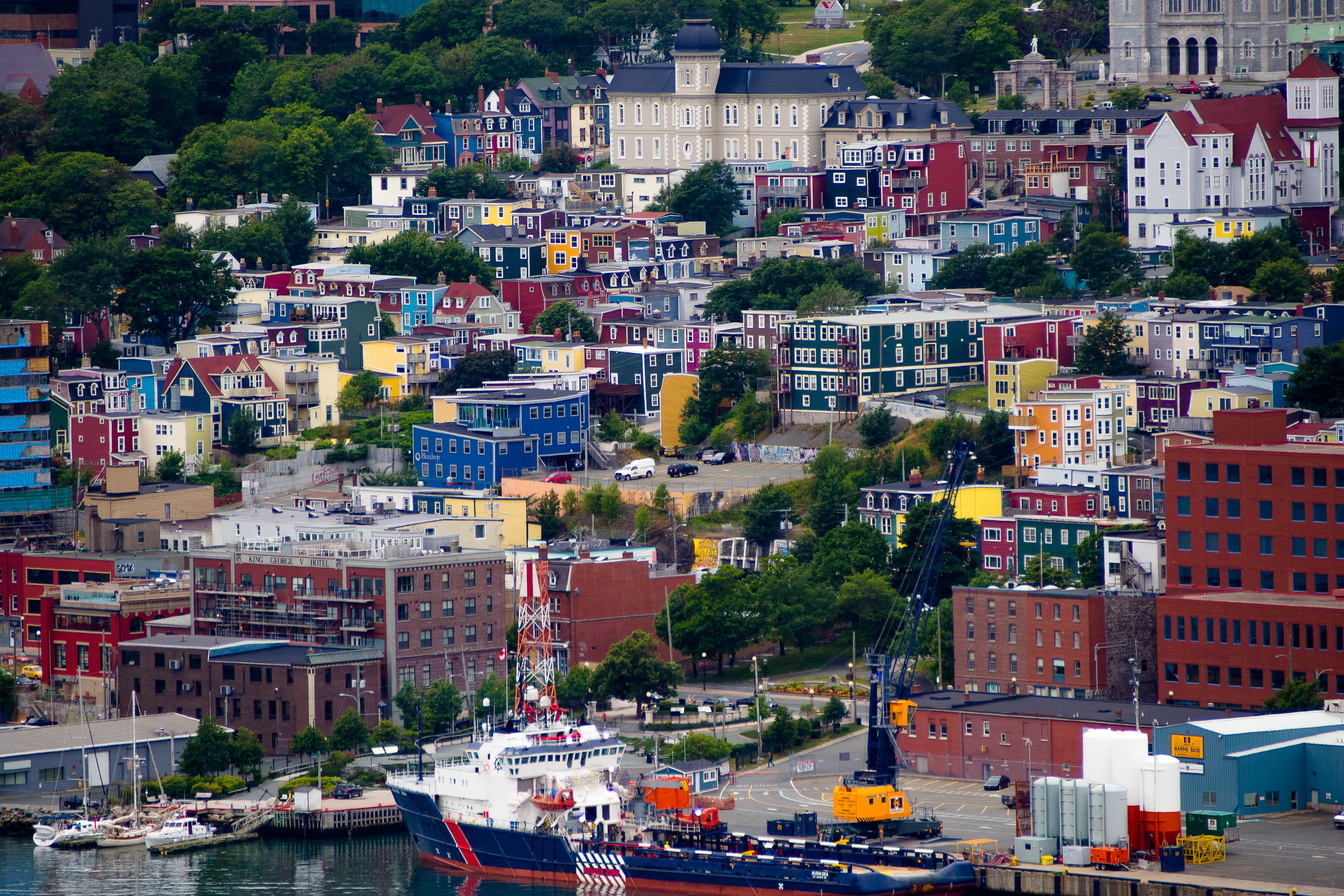
Вид на город с Сигнального холма

По данным переписи 2021 года население Сент-Джонса составило 110 525 человек (прирост 1,5 % по сравнению с 2016 годом), население городской агломерации — 212 579 человек. Сент-Джонс — 50-й по населению город Канады, крупнейший город провинции и второй (после Галифакса) город Атлантической Канады по численности населения.
Сент-Джонс является наиболее этнически однородным из столиц и крупнейших городов провинций и территорий Канады — около 96 % населения принадлежат к белой расе, свыше 90 % — потомки выходцев с Британских островов. В последние годы, впервые в истории города, в него стали переселяться выходцы из Азии, Африки и с Ближнего Востока, привлекаемые растущим благосостоянием провинции Ньюфаундленд и Лабрадор (бюджет которой получил значительное пополнение благодаря разработке шельфовых месторождений нефти и газа).
Исторически Сент-Джонс был самым безопасным среди крупных городов Канады. Несмотря на некоторый рост преступности в последние годы, в целом он сохраняет свой статус.

## Экономика
Со дня основания города и до конца XX века его жизнь и развитие были теснейшим образом связаны с морем, а точнее — с рыболовством. Тресковый кризис начала 1990-х обрушил городскую экономику и привёл к массовому оттоку трудоспособного населения на материк. Впрочем, основой восстановления городской экономики и её сегодняшнего стремительного развития так же стало море (вернее, расположенные на морском шельфе месторождения нефти и природного газа. В городе расположена штаб-квартира канадского филиала известной компании ExxonMobil. Нефтяная платформа «Хайберния», расположенная к востоку от города, является крупнейшей в мире из ныне действующих.
Крупнейшим работодателем Сент-Джонса является государство (то есть органы власти различных федерального, провинциального и местного уровней, а также принадлежащие им учреждения образования и здравоохранения).
Сент-Джонс неоднократно был отмечен в числе канадских городов с наилучшим деловым климатом, а в 2009 Канадская ассоциация независимых бизнесменов признала его лучшим местом для открытия малого бизнеса.

## Транспорт
Международный аэропорт Сент-Джонса (IATA: YYT, ICAO: CYYT), расположенный в 6 километрах к северо-западу от города, обслуживает около 1,4 млн пассажиров в год (2011). Регулярные пассажирские рейсы выполняются в Торонто, Монреаль, Оттаву, Нью-Йорк, Галифакс и Сен-Пьер. Сезонные — в Лондон, Калгари, Орландо и Пунта-Кану.
Город является восточным окончанием Трансканадского шоссе (остров соединён с материком паромами) и, до закрытия в 1988 году Ньюфаундлендской железной дороги, был самой восточной железнодорожной станцией в Северной Америке.
Общественный транспорт представлен 18 автобусными маршрутами под управлением компании Metrobus Transit.

## Города-побратимы
- Уотерфорд, Ирландия
- Ильяву, Португалия

## Галерея

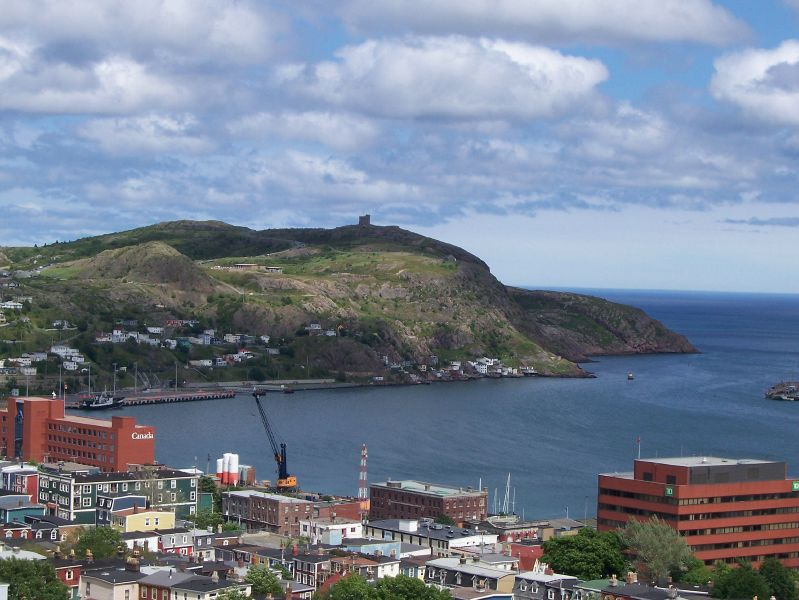
Вид на гавань Сент-Джонса с высоты птичьего полёта
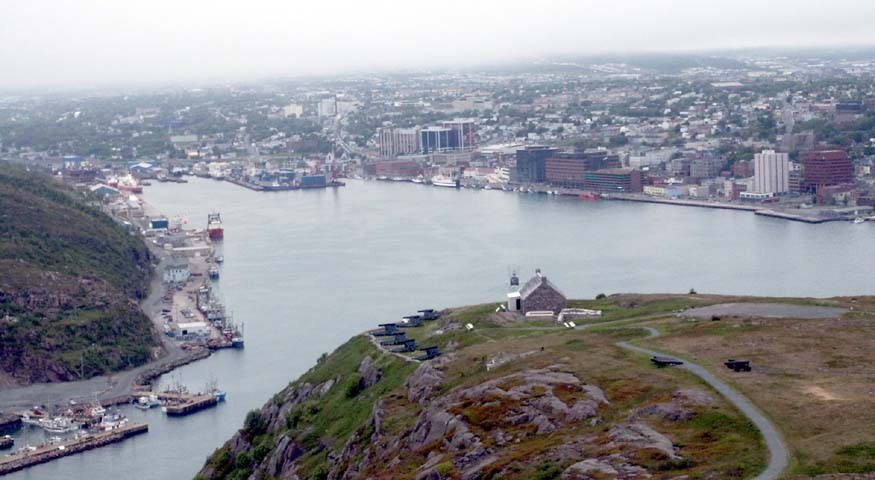
Гавань в Сент-Джонсе
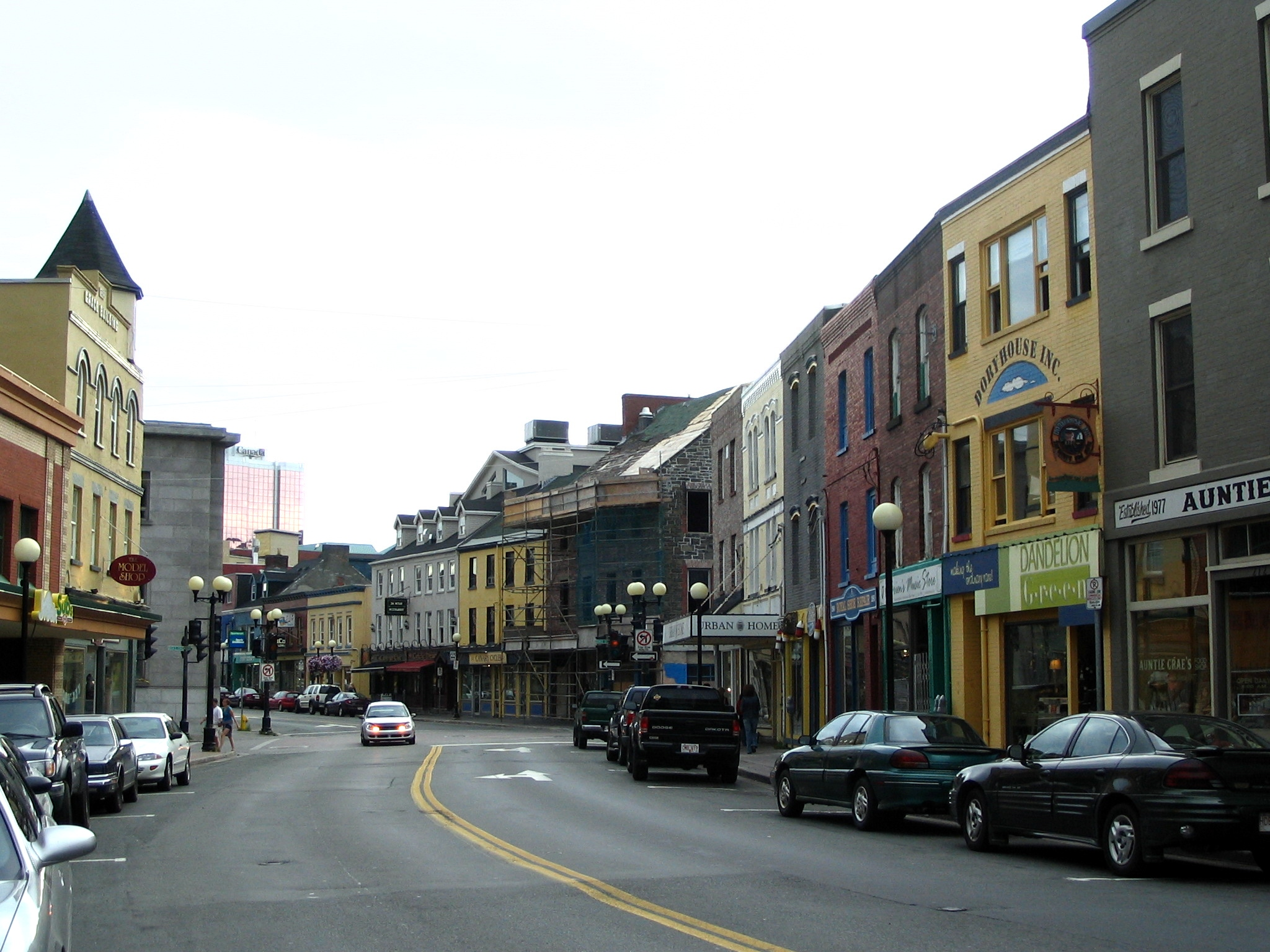
На улицах Сент-Джонса
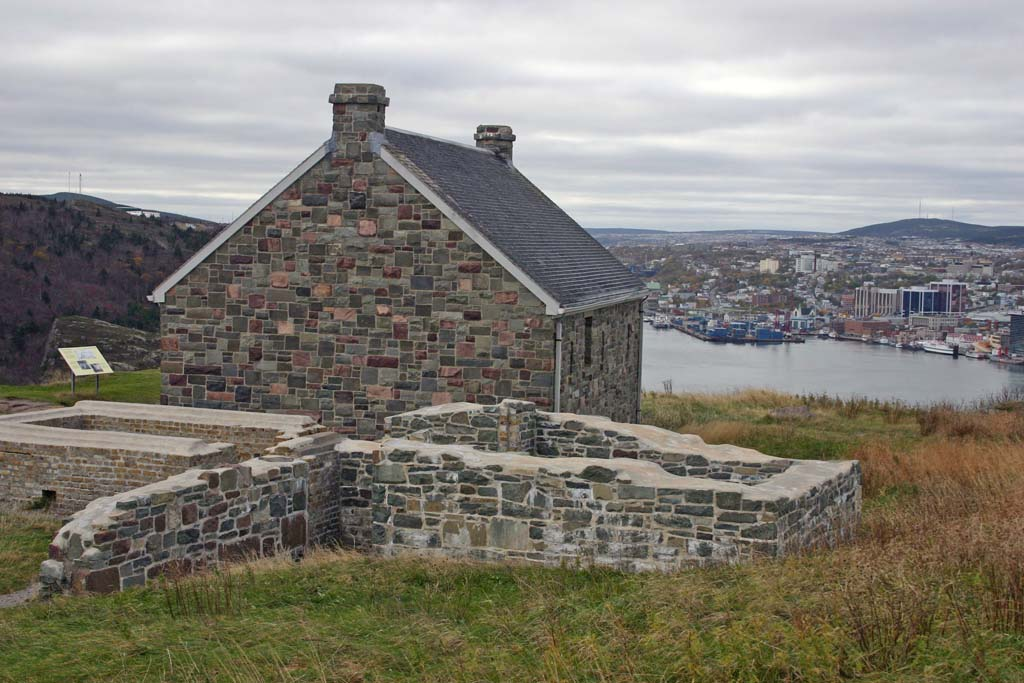
Старинное сооружение на холме Сигнал-Хилл